# България (площад в Раковски)
Площад „България“ е площад в квартал „Генерал Николаево“ на град Раковски и е централен площад за града. На него се намира сградата на общинската администрация на Община Раковски.

## История
През 1920-те години енорийският свещеник Козма Гюлов, е инициатор за построяване на мост над река Сребра, с което се поставя началото на формиране на днешния площад. През 1943 г. е построена сегашната сграда на общинския съвет, тогава сградата е била на един етаж.
След 9 септември 1944 г. площадът носи името „Девети септември“ и на него е изграден паметник на партизанина Иван Станков – „Дибенко“ и ятаците Фердинанд Миланов и Йозо Тобиев. От 1956 г. до 1959 г. сградата в Генерал Николаево е в ремонт – строи се вторият ѝ етаж. През 1960 г. до площада започва строителството на нова сграда на читалището. Тя завършена през 1963 г. и е открита на 24 май същата година.
През 1980-те при ремонта на площада, старият паметник e премахнат и в новоформираната градинка до сградата на общината е изграден паметник на Йорданка Николова. Скулптурата е дело на Александър Дяков. През 1985 г. сградата на общината е разширена и е издигнат третият ѝ етаж. На 14 юни 1982 г. е направена първата отливка в Стоманолеярния завод край града. При ремонта на площада тя е поставена на площада в градинката до читалището, но след 1989 г. е премахната.
От 1985 г. ежегодно в продължение на пет години град Раковски е домакин на Пленер по скулптура с международно участие. По време на пленера са изработени около 35 скулптори, които са дарени на общината и поставени на различни места в града. Много от тях са запазени и все още могат да се видят в градинките основано около площада. След 1991 г. някои от скулптурите изчезват.
След 1990 г. площадът е наречен „България“. На 20 април 1996 г. на мястото на премахнатия паметник на Йорданка Николова е открит Паметник на загиналите 35 раковчани в Отечествената война. През 2002 г. барелеф на епископ Евгений Босилков, епископ Иван Романов и свещеник Флавиан Манкин е изграден на площада пред църквата „Пресвето сърце Исусово“.
Първата копка на сградата на Профсъюзен дом на културата в центъра на гр. Раковски е направена на 22 май 1986 г. Проектът за триетажната масивна сграда е включвал зала с капацитет 250 места, кафе-сладкарница, четири клуба по интереси, детски школи по изкуства, библиотека и др. Тя се изгражда от стопанско обединение „Редки метали“ и сградата е известна като „Дом на миньора“. Поради политическите промени през 1989 г. и последвалата икономическа стагнация, сградата остава незавършена. По-късно тя е закупена от фирма „Инса“ и разрушена през 2013 г. Днес теренът е превърнат в малък парк.
През 2018 г., след проведен конкурс за идея и концепция сред гражданите на общината, спечелен от ландшафтен архитект Катерина Храненикова, е извършен основен ремонт на пощада. На 6 май 2019 г. на площада на път към храма „Пресвето сърце Исусово“ папа Франциск e посрещнат и приветстван от стотици раковчани и гости на града. На 14 април 2021 г. по повод 200 г. от рождението на Георги Раковски на площада пред сградата на общината е открит барелеф на революционера. На 3 февруари 2025 година във връзка с 59-годишнина от обявяването на градa на площада е открит 3D макет на града. Автор на макета е Ивайло Билалов.

## Ежегодни събития
- Празник на виното „Винария“

## Институции
На площада са разположени:
- Административна сграда на Община Раковски
- Читалище „Св. св. Кирил и Методий“
- Храм „Пресвето сърце Исусово“
- Пощенска станция 4186

Близо до площада са разположени:
- ОУ „Христо Смирненски“
- Районно управление на МВР
- Манастир „Св. Елисавета“

## Паметници
На площада са изградени:
- Паметник на загиналите в Отечествената война (1944 – 1945) „Икар – опит за летене“ с надпис „Българио за тебе те умяха! Изгори, за да светиш!“[6], дело на скулптура Петко Москов.
- Барелеф на епископ Евгений Босилков, епископ Иван Романов и свещеник Флавиан Манкин
- Барелеф на патрона на града Георги Раковски пред сградата на общината, дело на скулптора Димитър Бонев

## Галерия
- Площадът и сградата на читалището през 2001 г.
- Паметник на загиналите в Отечествената война
- Площадът след реконструкцията през 2018 г.

- Храм „Пресвето сърце Исусово“, април 2008 г.
- Барелеф на католическите духовници Евгений Босилков, Иван Романов и Флавиан Манкин.
- Барелеф на Георги Раковски пред сградата на общината.
- Площада и църквата през нощта